# Dünen-kövirigó
A Dünen-kövirigó (Monticola imerina) a madarak osztályának verébalakúak (Passeriformes)  rendjébe és a légykapófélék (Muscicapidae) családjába tartozó faj.

## Rendszerezése
A fajt Gustav Hartlaub német orvos és ornitológus írta le 1860-ban, a Cossypha nembe Cossypha imerina néven.

## Előfordulása
Madagaszkár területén honos. Természetes élőhelyei a szubtrópusi és trópusi száraz erdő, szavannák és cserjések, valamint legelők és vidéki kertek. Állandó, nem vonuló faj.

## Megjelenése
Testhossza 16 centiméter.
|  |  |

## Természetvédelmi helyzete
Az elterjedési területe nem nagy, egyedszáma viszont stabil. A Természetvédelmi Világszövetség Vörös listáján nem fenyegetett fajként szerepel.